# Orangetown
Orangetown är en kommun (town) i Rockland County i delstaten New York. Vid 2020 års folkräkning hade Orangetown 48 647 invånare.